# Srbljani
Srbljani (en cyrillique : Србљани) est un village de Bosnie-Herzégovine. Il est situé sur le territoire de la Ville de Bihać, dans le canton d'Una-Sana et dans la fédération de Bosnie-et-Herzégovine. Selon les premiers résultats du recensement bosnien de 2013, il compte 1 144 habitants.

## Démographie

### Évolution historique de la population
| 1948 | 1953 | 1961 | 1971  | 1981  | 1991  | 2013  |
| ---- | ---- | ---- | ----- | ----- | ----- | ----- |
| -    | -    | 915  | 1 243 | 1 358 | 1 292 | 1 144 |

|  |

### Communauté locale
En 1991, la communauté locale de Srbljani comptait 2 526 habitants, répartis de la manière suivante :